# Yves Demers
Pour l’article homonyme, voir Demers.
Yves Demers C.A. (né le 7 septembre 1938) est un comptable agréé et homme politique fédéral du Québec.

## Biographie
Né à Laval au Québec, M. Demers devient député du Parti libéral du Canada dans la circonscription fédérale de Duvernay en 1972. Réélu en 1974, 1979 et en 1980, il est défait en 1984 par le progressiste-conservateur Vincent Della Noce.
Durant son passage à la Chambre des communes, il est secrétaire parlementaire du ministre du Revenu national de 1977 à 1979 et en 1980.